# Comtat de Jaffa i Ascaló
El Comtat de Jaffa i Ascaló fou un dels estats croats que formaven part del Regne de Jerusalem, força important segons deixà escrit el jurista Joan d'Ibelin.

## Història
Acabada la Primera Croada, Jaffa fou fortificada el 1100 per Jofré de Bouillon i el patriarca Daimbert de Pisa, en reclamà la possessió, però no se li conceedí. Romangué com a patrimoni reial fins que fou transferida com a comtat a Hug Le Puiset el 1110. Quan el seu fill, Hug II es rebel·là contra el rei Folc el 1134 el territori fou dividit en petits senyorius i el que contenia la ciutat de Jaffa recaigué en mans de la corona. Poc després Jaffa fou assignada en apanatge al segon fill del rei Folc, Amalric. El 1153, el primogènit de Folc, Balduí III de Jerusalem conquerí Ascaló, i el territori guanyat fou afegit al del seu germà, que des de llavors s'anomenà Comtat de Jaffa i Ascaló. Ascalò estigué durant un temps fora del comptat, quan Saladí la recuperà, i tornà amb les campanyes de Ricard Cor de Lleó.
El comtat estigué governat per membres de la família reial de vegades directament altres indirectament, depenent si els hereus eren marits o parents propers del monarca que regnava, o si només era cedit en usdefruit. El 1221 fou donat a Walter IV de Brienne pel seu oncle, el rei Joan, Walter estava casat amb una neta del rei Amalric II, que havia estat la comtessa en successió del seu germà, el rei Guiu. Vers el 1250 fou donat a una branca de la família Ibelin. Quan Bàybars I capturà Jaffa el 1268, el títol esdevingué nominal i fou concedit a Joan Perez Fabrice pel rei Jaume II de Xipre.

## Vassalls
El Comtat de Jaffa i Ascaló tingué els següents vassalls:
- Senyoriu de Ramla
- Senyoriu d'Ibelin
- Senyoriu de Mirabel, segregat dels Ibelin, però governat per membres de la família Ibelin

## Comtes de Jaffa i Ascaló
- Roger i Gerard (c. 1100)
- Balduí I de Jerusalem (1100)
- Hug I de Jaffa (1110-1118), cosí del rei Balduí II de Jerusalem
- Albert de Jaffa (1118-1122), segon marit de la vídua d'Hug I
- Hug II de Jaffa (1122-1134), confiscat
- Melisenda de Jerusalem (1134-1151) amb el seu marit Folc (1131-1143) i amb el seu fill Balduí II (1143-1151)
- Amalric I (1151-1174)
- Balduí III (1174-1176)
- Sibil·la de Jerusalem (1176-1190) amb els seus marits Guillem de Montferrat (1176-1177) i Guiu de Lusignan (1180-1191)
- Jofre de Lusignan (1191-1193), germa de Guiu
- Amalric II (1193-1205), germà de Guiu, amb la seva esposa Isabel I (1197–1205)
- Maria de Montferrat (1205-1212) amb el seu marit Joan de Brienne (1210-1212)
- Isabel II (1212-1221), sota regència de Joan de Brienne
- Walter IV de Brienne (1221-1244), nebot de Joan de Brienne i marit de la neta d'Amalric II
- Joan II (1244-1266), fillastre de la reina Isabel
- Jaume d'Ibelin (1266-1268)

### Comtes titulars
- Jaume d'Ibelin (1268-1276)
- Guiu d'Ibelin (1276-1304)
- Hug d'Ibelin (1304-1349)
- Balian II d'Ibelin (1349- c. 1352)
- Guiu d'Ibelin, bisbe de Limassol (c. 1352-c. 1353)
- Balian d'Ibelin (c. 1353-c. 1365)
- Joan d'Ibelin (c. 1365-c. 1367)
- Maria d'Ibelin, amb Renyer el Petit (c. 1367)
- Florin (c. 1450) potser el mateix que
- Jacques de Flory (d. 1463)
- Joan Perez Fabrice
- Lluís Perez Fabrice
- Georges Contaren
- N. Contaren
- Georges Contaren II (c. 1579)